# Assistente social
Assistente Social é um profissional de nível superior que trabalha o ser humano e a sociedade a partir das múltiplas expressões da questão social. A nível individual, sua abordagem consiste em intervenções e acompanhamento visando o desenvolvimento da autonomia, emancipação e a plena expansão dos indivíduos sociais. Também atua no planejamento, gestão e execução de políticas, programas e serviços sociais no sentido de ampliar o acesso aos direitos sociais. Desenvolve ações que incidem nas expressões da questão social pela mediação do Estado, via políticas sociais públicas, da iniciativa privada e/ou das organizações de terceiro setor articulando conhecimentos teórico-metodológicos e técnico-operativos, assim como reflexões ético-políticas. No Brasil, a denominação é restrita a indivíduos portadores de diploma em Serviço Social e devidamente inscritos no Conselho Regional de Serviço Social (CRESS) de sua região. Nesse mesmo país, o dia do assistente social é comemorado em 15 de maio, data da aprovação da primeira lei de regulamentação da profissão, em 1962.

## História
A regulamentação da profissão se deu pelas seguintes legislações:
- Em 27 de agosto de 1957, pela Lei n° 3.252/1957, regulamentada pelo Decreto Federal n° 994, de 15 de maio de 1962 e que foi revogada em 1993;
- Em 7 de junho de 1993, pela Lei de Regulamentação da Profissão n° 8.662/1993, atualmente em vigência.

## Áreas de atuação

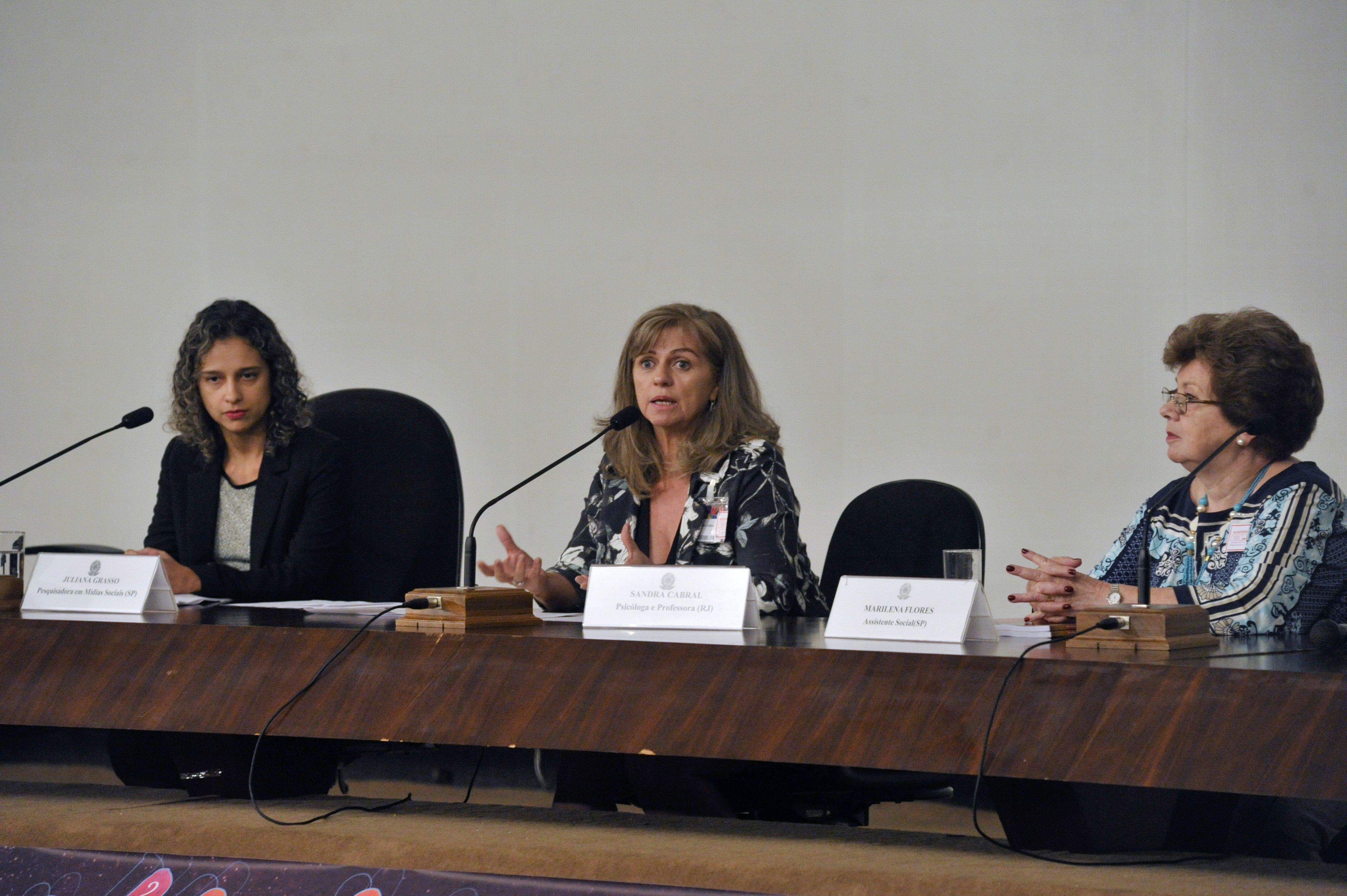
Congressos, seminários, palestras.

### Primeiro setor
No primeiro setor (órgãos públicos federais, estaduais, municipais ou distritais) temos as seguintes possibilidades de atuação:
- Saúde;
- Assistência social;
- Previdência social;
- Educação;
- Habitação social;
- Crianças e adolescentes;
- Idosos;
- Pessoas com deficiência;
- Gestão social de políticas públicas;
- Jurídico-social.

### Segundo setor
No segundo setor (empresas privadas) temos as seguintes possibilidades de atuação:
- Recursos humanos;
- Gerenciamento participativo;
- Planejamento estratégico;
- Relações interpessoais;
- Qualidade de vida do trabalhador;
- Treinamentos organizacionais;
- Elaboração ou implementação de projetos;
- Programas de prevenção de riscos sociais.

### Terceiro setor
No terceiro setor (organizações sociais, ONGs e OSCIPs) à margem do processo produtivo ou fora do mercado de trabalho, temos as seguintes possibilidades de atuação:
- Defesa e garantia dos direitos dessa população;
- Trabalho em conjunto com um corpo de voluntários.

## Serviço social
Serviço social é o curso superior que forma profissionais para exercer a profissão de bacharel em serviço social ou assistente social.

## Assistente social no Brasil
O assistente social tem sua profissão regulamentada no Brasil através da Lei n° 8.662/93. Possui um código de ética profissional e é orientado, fiscalizado e protegido pelo Conselho Federal de Serviço Social (CFESS), em conjunto com os Conselhos Regionais de Serviço Social (CRESS).